# Uppsala teknolog- och naturvetarkår
Uppsala teknolog- och naturvetarkår (UTN) är sedan den 1 januari 2014 studentkår för studenter på teknisk-naturvetenskapliga fakulteten vid Uppsala universitet. UTN hade i januari 2025 cirka 5900 medlemmar. UTN:s syfte är att tillvarata, främja och bevaka studenternas intressen, främst vad avser utbildningsfrågor, studiesociala frågor och arbetslivsfrågor.
Det mest kända evenemanget som UTN anordnar är Forsränningen på sista april.

## Historik
UTN bildades 2 februari 2002 genom en sammanslagning av Uppsala teknologkår (UTK) och Föreningen Uppsala naturvetare (FUN).
Uppsala teknologkår hade rötter i Föreningen Uppsala tekniska fysiker (förkortat FUTF), senare FUTF Uppsala teknologförening, bildat 1967. Det var en förening för alla som studerade teknik vid Uppsala universitet. Föreningen Uppsala naturvetare var ett samarbetsorgan för studieråden vid den naturvetenskapliga linjen samt datavetarprogrammet. Den första naturvetenskapliga studentföreningen bildades redan i mitten på 1800-talet.
Många av kårens sociala evenemang har sina rötter hos Uppsala teknologkår (FUTF före 1995) och Föreningen Uppsala Naturvetare. Första Forsränningen i Uppsala och Teknolognollningen grundades av FUTF på 70-talet och Naturvetarbalen på Uppsala slott anordnades första gången 1983 av Föreningen Uppsala Naturvetare. 1997 flyttade Uppsala teknologkår in i hus 73 på Polacksbacken, som fick namnet Uthgård och därmed blev UTK:s kårhus. När UTN bildades 2002 blev detta nya organisationens kårhus.
Kårens fullmäktige beslutade den 27 oktober 2009 att föreningen skulle arbeta för att bli en formell studentkår vid det teknisk-naturvetenskapliga fakulteten vid Uppsala universitet. Efter förhandlingar med den dåvarande studentkåren för teknisk-naturvetenskapliga fakulteten, Uppsala studentkår, fattade föreningarna under våren 2012 beslut att det skulle hållas en omröstning om Uppsala teknolog- och naturvetarkår eller Uppsala studentkår skulle vara studentkår för den teknisk-naturvetenskapliga fakulteten. Omröstningen hölls i november 2012. UTN fick 78 % (2315) av rösterna, Uppsala studentkår fick 12 % (357) av rösterna och återstående 10 % (295) röstade blankt. Valdeltagandet var 40 % (2967) av de röstberättigade.
Organisationerna var dock inte överens om hur resultatet skulle tolkas, och båda organisationerna ansökte därför om status som formell studentkår. Uppsala universitet styrelse (konsistoriet) beslutade den 20 februari 2013 att UTN skulle bli formell studentkår från och med 1 juli 2013. Beslutet överklagades av Uppsala studentkår, som fick rätt i överklagandenämnden för högskolan då betydligt fler studenter vid fakulteten var medlemmar i Uppsala studentkår än i UTN.
Efter maktskifte inom Uppsala studentkår efter kårvalet under våren 2013 beslutade dock Uppsala studentkår att avsäga sig kårstatus för teknisk-naturvetenskapliga fakulteten vid Uppsala universitet (undantaget studenter vid Campus Gotland), vilket öppnade för UTN att åter igen ansöka om kårstatus. Konsistoriet beslutade den 11 december 2013 att UTN blir en av de då fyra formella studentkårer vid Uppsala universitet från och med 1 januari 2014. Numera finns det sex formella studentkårer efter att Juridiska föreningen i Uppsala och Uppsalaekonomerna beviljats kårstatus 2016.

## Kårhuset Uthgård
Uthgård är beläget på Polacksbacken och fungerar som kårens eget hus. Kårhuset erbjuder studieplatser, ett studentdrivet café samt en shop där man kan köpa studentikosa prylar och profilprodukter av olika slag. På ovanvåningen ligger kontoret där kårens heltidsarvoderade har sin arbetsplats. Uthgård används som festlokal och huserar både storkök och bar. Det finns även möjlighet för externa parter att hyra Uthgårds faciliteter för olika typer av evenemang, såsom disputationsfester eller bröllop.

## Sektioner
UTN har en federal struktur och består av 20 sektioner. Dessa fungerar även som valkretsar. En sektion företräder i regel ett eller flera program samt fristående studenter inom området. För varje sektion finns en fristående förening som ansvarar för att tillvarata intresset från studenterna som tillhör sektionen. Föreningen ska förrätta val till kårens fullmäktige och valberedning som välja vissa studentrepresentanter. Vilka organisationer som är sektionsföreningar samt deras uppdrag beslutas av fullmäktige. Sektionsföreningarna har i övrigt fristående förvaltning med egen ekonomi och styrelse samt egna stadgar.
| Sektion | Ansvarig förening                                                   | Sektionsklädsel    |
| ------- | ------------------------------------------------------------------- | ------------------ |
| BAS     | Intresseorganisationen för Natur-Tekniskt Basår / Bastermin (INTeB) | -                  |
| BIO     | Biologiska ämnesrådet (BÄR)                                         | Grön overall       |
| DV      | Uppsala datavetare (UD)                                             | Röd overall        |
| ES      | Föreningen energisystemteknologerna (FET)                           | Turkos overall     |
| E       | Uppsala Studentförening Elektroteknik                               | Rosa overall       |
| F       | Föreningen Uppsala tekniska fysiker (FUTF)                          | Gul overall        |
| H       | Uppsala ingenjörsförening                                           | Mörkblå overall    |
| I       | I-Sektionen                                                         | Orange overall     |
| IT      | Föreningen IT-Sektionen                                             | Vinröd overall     |
| K       | K-sektionen                                                         | Mörkgrön overall   |
| KEM     | Intresseföreningen Uppsala akademiska kemister (IUPAK)              | Vinröd labbrock    |
| MAT     | Möbius                                                              | Svart morgonrock   |
| NVF     | Fysikums kamratförening (Fyskam)                                    | Marinblå labbrock  |
| NVG     | Geovetenskapliga rådet för Uppsalas studenter (GRUS)                | Khaki overall      |
| NVL     | Lärarnas naturvetenskapliga förening (LärNat)                       | Lila labbrock      |
| Q       | Qube                                                                | Lila overall       |
| STS     | Studentföreningen för STS-sektionen (SSTSS)                         | Svart overall      |
| TNDR    | Teknisk- naturvetenskapliga doktorandrådet                          | Ljusturkos overall |
| W       | We are W-Engineers (WAWE)                                           | Ljusblå overall    |
| X       | Studentföreningen Intresse och Nöje för X (SFINX)                   | Limegrön overall   |

### Kårfullmäktige
Fullmäktige är kårens högst beslutande organ och består av 33 ledamöter. Fullmäktige består av minst en och ibland flera ledamöter från varje sektion. Mandatfördelningen för kommande kalenderår fastställs i början av november föregående år. Samtliga sektioner har ett garanterat mandat och de övriga 13 mandaten fördelas med hjälp av en variation på D'Hondts metod. Sektionsföreningarna ansvarar för att förrätta valen av fullmäktigeledamöter som tilldelats deras sektion samt rapportera in valet. Samtliga medlemmar i sektionen ska ha rätt att avlägga sin röst i valet och själv kunna kandidera till detta val.

## Styrelse och heltidsarvoderade
Kårens styrelse och ledningsgrupp jobbar med frågor som rör hela organisationen. Styrelsen består av ordförande, vice ordförande samt fem ledamöter som gör sitt styrelsearbete vid sidan av sina studier. Ledningsgruppen består av ett tiotal studenter som tagit studieuppehåll för arvoderat dagligt arbete på kåren. 

## Forsränningen
Varje Valborgsmässoafton arrangerar UTN en forsränning i Fyrisån. Forsränningen har genomförts av UTN och dess föregångare sedan 1975, och är ett av Sveriges största studentevenemang med cirka 120 ekipage och lite drygt 450 deltagare.

## Arbetsmarknadsmässan Utnarm
Kårens årliga arbetsmarknadsmässa Utnarm äger rum under första torsdagen i november på Polacksbacken i Uppsala och föregås av två eventveckor. Utnarm brukar besökas av drygt 100 företag.

## Inspektorer i urval
- Jan-Åke Schweitz 1994–2003 (före 2002 inspektor för Uppsala teknologkår)
- Bengt Gustavsson 2003-2006
- Kristina Edström 2006–2010
- Ulf Danielsson 2011–2011 (Avsade sig uppdraget då han utsågs till vicerektor för universitetet)

## Presidialer genom tiderna
|               | Ordförande                            | Ordförande | Vice ordförande        | Vice ordförande | Vice ordförande  | Vice ordförande |
| Verksamhetsår | Namn                                  | Sektion    | Namn                   | Sektion         | Namn             | Sektion         |
| ------------- | ------------------------------------- | ---------- | ---------------------- | --------------- | ---------------- | --------------- |
| 2025/2026     | Benjamin Eneslätt                     | NVL        | Nelly Lindroth         | BIO             |                  |                 |
| 2024/2025     | Tim Nedergård                         | W          | Nelly Lindroth         | BIO             |                  |                 |
| 2023/2024     | Tim Nedergård                         | W          | Maja Eneström          | ES              |                  |                 |
| 2022/2023     | Emmy Sköld                            | BIO        | Emil Skytt             | F               |                  |                 |
| 2021/2022     | Anna Ivert                            | X          | Richard Robertsson     | ES              |                  |                 |
| 2020/2021     | Anna Ivert                            | X          | Måns Bengtson          | F               |                  |                 |
| 2019/2020     | Petter Elgh                           | K          | Fredrik Örn            | F               |                  |                 |
| 2018/2019     | Andreas Gustavsson                    | NVG        | Max Mesch              | F               |                  |                 |
| 2017/2018     | Sanne Rönning                         | BIO        | Emanuel Eriksson       | Q               |                  |                 |
| 2016/2017     | Rozbe Bzorgi                          | W          | Daniel Ahlsén          | MAT             |                  |                 |
| 2015/2016     | Malin Eriksen                         | Q          | Caroline Lundström     | STS             |                  |                 |
| 2014/2015     | Emma Lindbjer                         | W          | Caroline Lundström     | STS             |                  |                 |
| 2013/2014     | Emma Lindbjer                         | W          | Elsa Härdelin          | W               |                  |                 |
| 2012/2013     | Liselott Karlsson                     | W          | Robert Högström        | H               |                  |                 |
| 2011/2012     | Johan Wikander                        | X          | Henrik Vallgren        | F               |                  |                 |
| 2010/2011     | Andréa Pålsson                        | NVF        | Jonna Holmgren         | K               |                  |                 |
| 2009/2010     | Ulrika Gohlin                         | W          | Sam Löthén             | STS             |                  |                 |
| 2008/2009     | Erik Andersson                        | STS        | Svante Ekholm Lindahl  | F               |                  |                 |
| 2007/2008     | Henrik Bjugård Nyberg                 | K          | Cecilia Larsson        | ES              |                  |                 |
| 2006/2007     | Erik Carlsson / Henrik Bjugård Nyberg | KEM / K    | Klas-Herman Lundgren   | X               |                  |                 |
| 2005/2006     | Ken Lindberg-Lindvet                  | IT         | Johan Lundin           | F               |                  |                 |
| 2004/2005     | Fredrik Johansson                     | X          | Olle Carnevale         | X               |                  |                 |
| 2003/2004     | Elisabeth Wising                      | H          | Christian Mille        | KEM             | Björn Garpefjord | X               |
| 2002/2003     | Karolina Brändström                   | K          | Sandra Hansson         | H               | Erik Magnusson   | DV              |
| 2001/2002     | Erik Engwall                          | F          | Karin Berggren Bremdal | BIO             | Rickard Norin    | F               |